# 濱田恂子
濱田 恂子（はまだ じゅんこ、1932年 - ）は、日本の倫理学者、哲学者。関東学院大学名誉教授。

## 略歴
1932年東京生まれ。東京大学文学部独文学科・倫理学科卒業。同大学院博士課程単位取得満期退学。文学博士。
2011年春、瑞宝小綬章受章。

## 著書
- 『倫理学入門 倫理学についての対話』（八千代出版） 1979年
- 『キルケゴール 主体性の真理』（創文社） 1999年
- 『歌舞伎随想』（未知谷） 2000年
- 『生きる環境の模索 苦悩する知』（創文社） 2002年
- 『死生論』（未知谷） 2004年
- 『近・現代日本哲学思想史』（関東学院大学出版会） 2006年
- 『二つの『忠臣蔵』 続歌舞伎随想』（未知谷） 2007年
- 『入門 近代日本思想史』（筑摩書房、ちくま学芸文庫） 2013年
- 『歌舞伎勝手三昧』（未知谷） 2017年